# ایگوراند
ایگوراند (به فرانسوی: Aigurande) یک کامین در فرانسه است که در Canton of Aigurande واقع شده‌است.

## خصوصیات
ایگوراند ۲۷٫۷۷ کیلومترمربع مساحت و ۱٬۶۰۰ نفر جمعیت دارد و ۴۳۵ متر بالاتر از سطح دریا واقع شده‌است.